# Andreas Kiefer
Pour les articles homonymes, voir Kiefer.
Andreas Kiefer, né le 6 octobre 1957 à Salzbourg, est un homme politique autrichien, secrétaire général du Congrès des pouvoirs locaux et régionaux du Conseil de l'Europe depuis 2010. Il est réélu à ce poste en mars 2015 et en novembre 2020.

## Éducation
Andreas Kiefer a étudié le droit et l'économie aux universités de Salzbourg et de Linz et est titulaire d'un doctorat en droit, ainsi que d'un diplôme en gestion générale avec spécialisation en gestion publique obtenu en 2010. En plus de sa langue maternelle allemande, il parle couramment en anglais et en français.

## Carrière
Andreas Kiefer a travaillé comme chef de cabinet du vice-président de Land Salzbourg et plus tard président Hans Katschthaler (1984-1995) et a été directeur du service des affaires européennes du gouvernement régional de Land Salzbourg de 1996 à 2010.
De 2000 à 2009, il a représenté les Länder autrichiens aux Conférences intergouvernementales de l'UE (CIG) en négociant le Traité sur une Constitution pour l'Europe et le Traité de Lisbonne au niveau opérationnel. Il a ensuite été responsable de la mise en place du système de suivi de la subsidiarité et proportionnalité par les Länder. Il a été Secrétaire général de la Conférence des présidents des régions à pouvoirs législatifs (REGLEG) en 2003.
Andreas Kiefer a été président et membre des comités électoraux locaux pour les élections municipales, régionales, fédérales et européennes et a lancé un projet de participation des citoyens pour intégrer de nouveaux résidents et créer une déclaration de mission municipal dans la municipalité de Kuchl.
Il a été élu Secrétaire général du Congrès des pouvoirs locaux et régionaux du Conseil de l'Europe le 17 mars 2010 et réélu en mars 2015 et en novembre 2020.

## Activités academiques
Andreas Kiefer est intervenu lors de conférences internationales et auprès d’universités. Il a publié sur l'autonomie locale, le régionalisme, le fédéralisme, la coopération interrégionale et transfrontalière, les régions à pouvoir législatif, le système politique autrichien, sur la dimension locale et régionale au Conseil de l'Europe et au Comité des régions.
Il est membre du Comité Scientifique de l'Institut de Fédéralisme Comparé de l'Académie Européenne de Bozen / Bolzano (EURAC), de l'Association Européenne des Chercheurs sur le Fédéralisme et de 2005 à 2016 du Bureau de l'Institut de Salzbourg pour l'Education (Salzburger Bildungswerk).

## Vie privée
Andreas Kiefer est marié à Carmen Kiefer, conseillère en relations publiques et, depuis 1999, 1ère Adjointe au Maire de la municipalité de Kuchl. Ils ont trois enfants.